# Simandres
Simandres is een gemeente in het Franse departement Rhône (regio Auvergne-Rhône-Alpes). De plaats maakt deel uit van het arrondissement Lyon. Simandres telde op 1 januari 2022 1.886 inwoners.

## Geografie
De oppervlakte van Simandres bedroeg op 1 januari 2022 10,45 vierkante kilometer; de bevolkingsdichtheid was toen 180,5 inwoners per km².

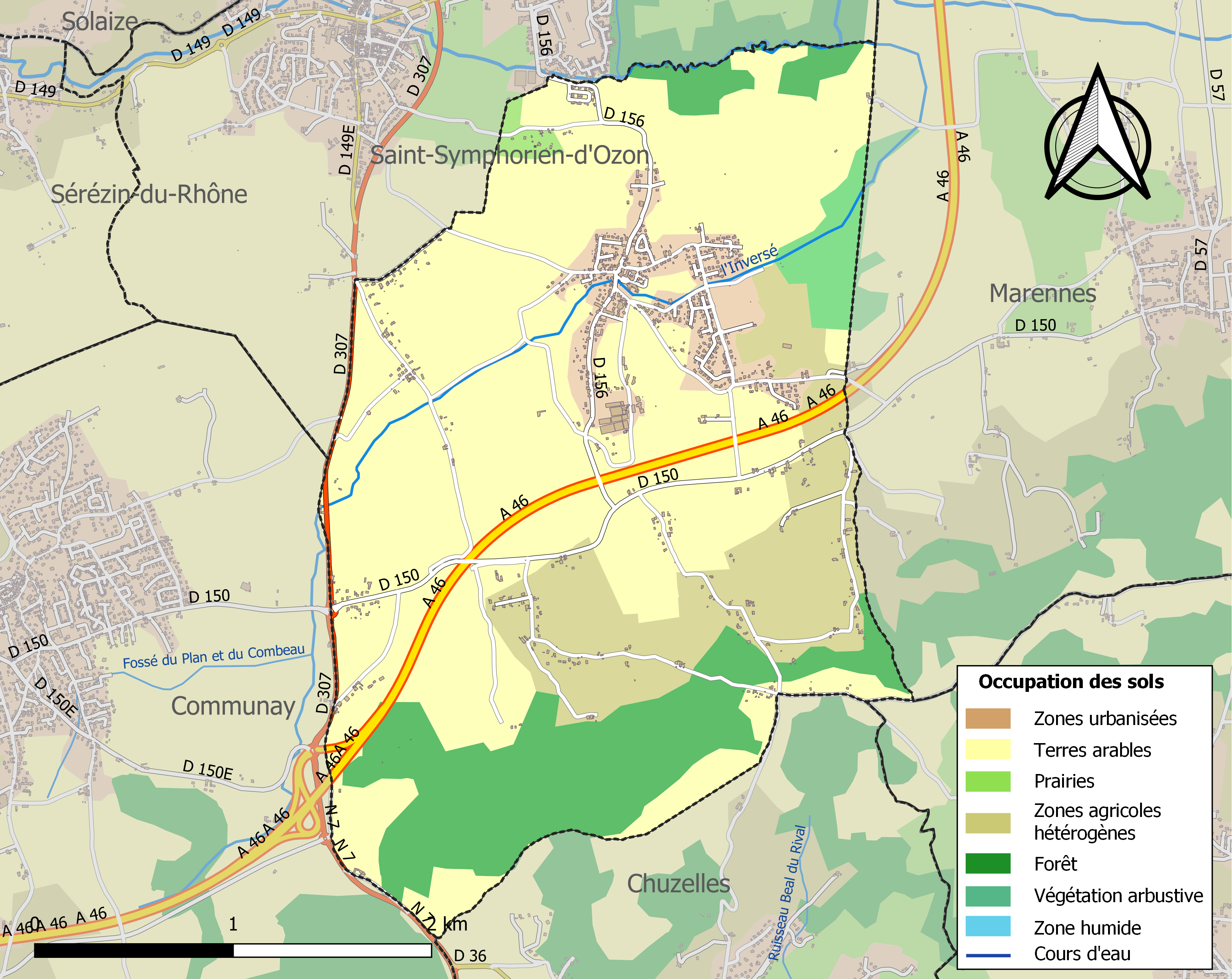
Kaart van de gemeente met de belangrijkste infrastructuur, bodemgebruik en omliggende gemeenten

## Demografie
Onderstaande figuur toont het verloop van het inwonertal (bron: INSEE-tellingen).